# Liste der Baudenkmäler in Buttenwiesen

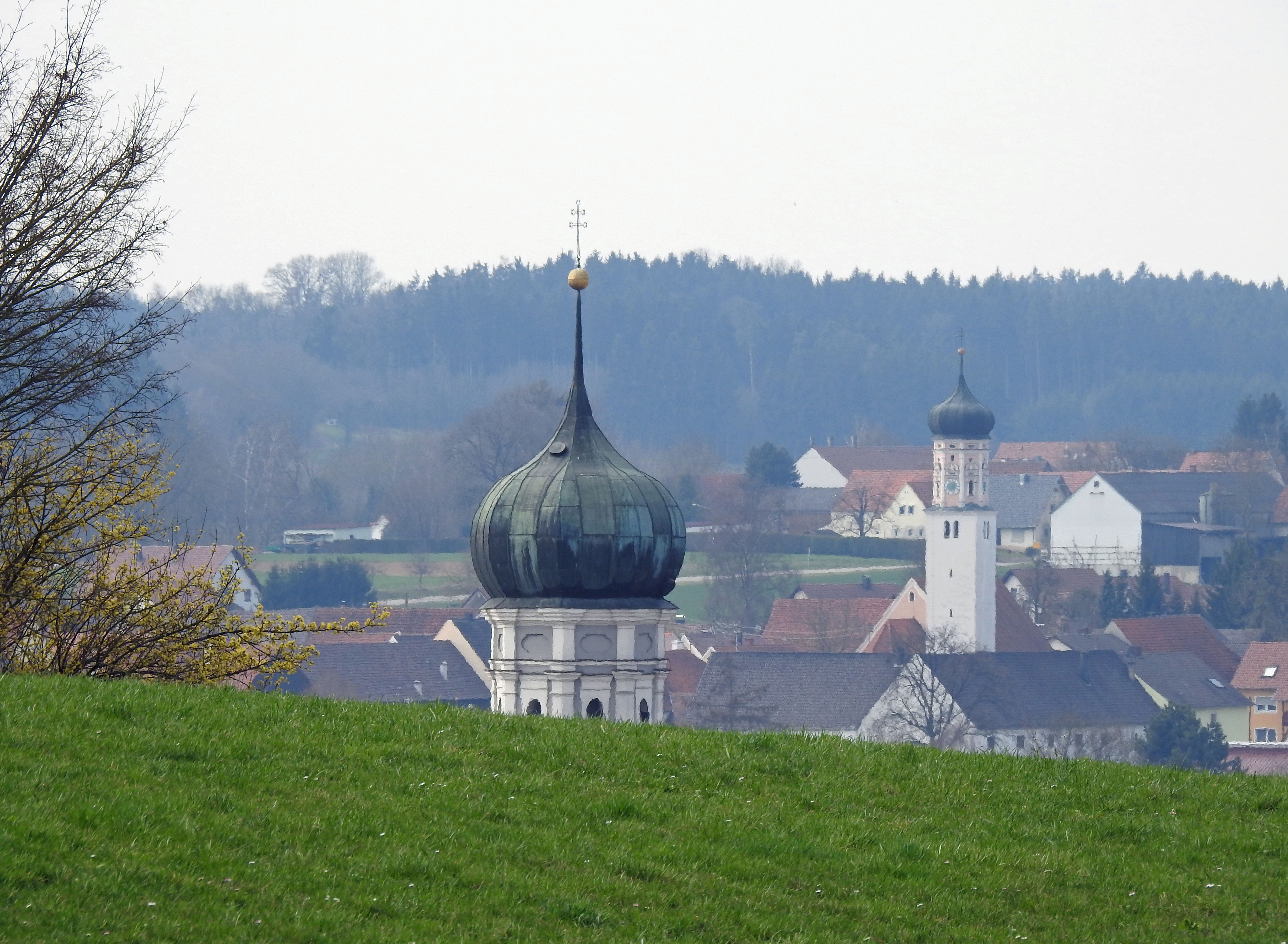
Kirchtürme von Buttenwiesen und Unterthürheim

Auf dieser Seite sind die Baudenkmäler in der schwäbischen Gemeinde Buttenwiesen zusammengestellt. Diese Tabelle ist eine Teilliste der Liste der Baudenkmäler in Bayern. Grundlage ist die Bayerische Denkmalliste, die auf Basis des Bayerischen Denkmalschutzgesetzes vom 1. Oktober 1973 erstmals erstellt wurde und seither durch das Bayerische Landesamt für Denkmalpflege geführt wird. Die folgenden Angaben ersetzen nicht die rechtsverbindliche Auskunft der Denkmalschutzbehörde.

## Baudenkmäler nach Ortsteilen

### Buttenwiesen
| Lage                             | Objekt                                                | Beschreibung | Akten-Nr.              | Bild                                                  |
| -------------------------------- | ----------------------------------------------------- | --- | ---------------------- | ----------------------------------------------------- |
| Hauptstraße 7 (Standort)         | Katholische Pfarrkirche Hl. Dreifaltigkeit            | einschiffiger, spätgotischer Bau mit flachgedecktem Langhaus und eingezogenem Chor unter Stichkappentonne, 2. Hälfte 15. Jahrhundert, um 1630 verändert, Turm 1725 von Matthias Kraus errichtet; mit Ausstattung. | D-7-73-122-3 Wikidata  | weitere Bilder                                        |
| Marktplatz (Standort)            | Jüdischer Friedhof                                    | mit Grabsteinen, frühes 19. Jahrhundert bis 1934/35. | D-7-73-122-9 Wikidata  | weitere Bilder                                        |
| Marktplatz (Standort)            | Kriegerdenkmal für die Gefallenen im Ersten Weltkrieg | hohe Achteckstele mit stehendem Soldaten über quadratischem Sockel, 1926. | D-7-73-122-61          | Kriegerdenkmal für die Gefallenen im Ersten Weltkrieg |
| Marktplatz 4 (Standort)          | Ehemaliges Gasthaus, jetzt Rathaus                    | zweigeschossiger Satteldachbau mit Schweifgiebeln, Risalit und Erker, im Kern wohl Mitte 19. Jahrhundert. | D-7-73-122-1 Wikidata  | Ehemaliges Gasthaus, jetzt Rathaus                    |
| Marktplatz 10 (Standort)         | Ehemaliges jüdisches Wohn- und Geschäftshaus          | zweigeschossiger Massivbau mit Satteldach, im Kern 1711 (dendrochronologisch datiert), Fassade nach 1960 modern überprägt                                                                                         | D-7-73-122-63          | Ehemaliges jüdisches Wohn- und Geschäftshaus          |
| St.-Leonhard-Straße 1 (Standort) | Villa, jetzt Pfarrhaus                                | zweigeschossiger Walmdachbau, Spätjugendstil, um 1915. | D-7-73-122-51 Wikidata | Villa, jetzt Pfarrhaus                                |
| Schulplatz 6 (Standort)          | Ehemalige Synagoge                                    | zweigeschossiger Satteldachbau, 1857 errichtet, 1954 verändert. | D-7-73-122-4 Wikidata  | weitere Bilder                                        |
| Schulplatz 8 (Standort)          | Ehemaliges Jüdisches Ritualbad                        | schlichter eingeschossiger Satteldachbau mit Traufgesims, wohl 1856 unter Verwendung älterer Teile (dendrochronologisch datiert um 1690) errichtet.                                                               | D-7-73-122-5 Wikidata  | Ehemaliges Jüdisches Ritualbad                        |
| Schulplatz 16 (Standort)         | Ehemaliges Pfarrhaus                                  | zweigeschossiger Walmdachbau mit Neurenaissancedekor, um 1860. | D-7-73-122-6 Wikidata  | Ehemaliges Pfarrhaus                                  |
| Wertinger Straße 7 (Standort)    | Wohnhaus                                              | zweigeschossiger Satteldachbau mit Mittelrisalit, Fassade mit historistischen Elementen gestaltet, 1870/80. | D-7-73-122-7 Wikidata  | Wohnhaus                                              |

### Bartlstockschwaige
| Lage                            | Objekt                                      | Beschreibung | Akten-Nr.              | Bild                                        |
| ------------------------------- | ------------------------------------------- | --- | ---------------------- | ------------------------------------------- |
| Bartlstockschwaige 1 (Standort) | Ehemaliger Hochstift-Augsburgischer Gutshof | Wohnstallhaus eines ehemaligen Dreiseithofes, zweigeschossiger Satteldachbau mit Eckrustika und geschweiftem Blendgiebel, Obergeschoss verputztes Fachwerk, 1680; mit Ausstattung. | D-7-73-122-10 Wikidata | Ehemaliger Hochstift-Augsburgischer Gutshof |

### Frauenstetten
| Lage                       | Objekt                           | Beschreibung | Akten-Nr.              | Bild           |
| -------------------------- | -------------------------------- | --- | ---------------------- | -------------- |
| Kirchenstraße 7 (Standort) | Ehemaliges Pfarrhaus             | zweigeschossiger Walmdachbau mit Putzdekor, 18./19. Jahrhundert.                                                                                   | D-7-73-122-12 Wikidata | weitere Bilder |
| Kirchenstraße 8 (Standort) | Katholische Pfarrkirche St. Anna | barocker Saalbau von 1720/24, mit Turmunterbau und Chor, 1. Hälfte 16. Jahrhundert; mit Ausstattung; Friedhofskapelle, 1. Drittel 18. Jahrhundert. | D-7-73-122-11 Wikidata | weitere Bilder |
| Kirchholz (Standort)       | Sogenannte Oesterle-Kapelle      | um 1870/80; mit Ausstattung; ca. 300 Meter nordöstlich der Kirche im Wald.                                                                         | D-7-73-122-13 Wikidata | weitere Bilder |

### Hinterried
| Lage                     | Objekt                          | Beschreibung                  | Akten-Nr.              | Bild           |
| ------------------------ | ------------------------------- | ----------------------------- | ---------------------- | -------------- |
| Zur Kapelle 8 (Standort) | Katholische Kapelle St. Stephan | 1880 erbaut; mit Ausstattung. | D-7-73-122-14 Wikidata | weitere Bilder |

### Illemad
| Lage                  | Objekt                        | Beschreibung                                           | Akten-Nr.     | Bild                          |
| --------------------- | ----------------------------- | ------------------------------------------------------ | ------------- | ----------------------------- |
| Illemad 19 (Standort) | Katholische Kapelle St. Maria | neubarocker Bau mit Dachreiter, 1904; mit Ausstattung. | D-7-73-122-15 | Katholische Kapelle St. Maria |

### Lauterbach
| Lage                                                                        | Objekt                                                           | Beschreibung | Akten-Nr.              | Bild                              |
| --------------------------------------------------------------------------- | ---------------------------------------------------------------- | --- | ---------------------- | --------------------------------- |
| Bahnhofstraße (Standort)                                                    | Grenzstein                                                       | um 1723 | D-7-73-122-56 Wikidata | Grenzstein                        |
| Bahnhofstraße 3 (Standort)                                                  | Ehemaliges Deutschordens-Vogthaus                                | stattliches Bauernhaus mit Walmdach, im Kern Anfang 18. Jahrhundert. | D-7-73-122-16 Wikidata | Ehemaliges Deutschordens-Vogthaus |
| Deutschordenstraße 1; Deutschordenstraße 3 (Standort)                       | Katholische Pfarrkirche St. Stephan                              | flachgedeckter Saalbau mit eingezogenem Chor unter Stichkappentonne und Satteldachturm, im Kern 1507, 1716 durch Hans Georg Weinbuch umgestaltet; mit Ausstattung; Friedhofsmauer mit zugesetztem Portal, 1. Drittel 18. Jahrhundert, im Kern älter. | D-7-73-122-17 Wikidata | weitere Bilder                    |
| Deutschordenstraße 5; Deutschordenstraße 1; Deutschordenstraße 3 (Standort) | Ehemaliges Sommerschloss des Deutschordens, jetzt Pfarrhof       | stattlicher Walmdachbau mit reich gestalteter Barockfassade, 1727/28 erbaut; Wasch- und Backhaus, kleiner Walmdachbau, 18. Jahrhundert; Garten, 18. Jahrhundert; Ummauerung und Portal, 18. Jahrhundert.                                             | D-7-73-122-18 Wikidata | weitere Bilder                    |
| Deutschordenstraße 9 (Standort)                                             | Ehemaliges Bauernhaus                                            | eingeschossiger Satteldachbau mit höherem Wirtschaftsteil, 1848. | D-7-73-122-52 Wikidata | Ehemaliges Bauernhaus             |
| Deutschordenstraße 33 (Standort)                                            | Katholische Kapelle Hl. Dreifaltigkeit, sogenannte Lindenkapelle | kleiner Saalbau mit quadratischem Dachreiter und Vorhalle mit Rundbogenstellung, 1718; mit Ausstattung. | D-7-73-122-19 Wikidata | weitere Bilder                    |
| Wortelstetter Straße (an der Straßengabelung beim Sportplatz) (Standort)    | Steinkreuz                                                       | spätmittelalterliches Kreuz aus Tuffstein | D-7-73-122-21 Wikidata | Steinkreuz                        |
| Anger (an der Straße nach Mertingen) (Standort)                             | Feldkapelle                                                      | mit Pietà des 18. Jahrhunderts, 1930 | D-7-73-122-20 Wikidata | weitere Bilder                    |
| Langweider (Standort)                                                       | Lourdeskapelle                                                   | um 1889; mit Ausstattung. | D-7-73-122-59 Wikidata | Lourdeskapelle                    |
| Münchlohe (im Loh-Wald) (Standort)                                          | Grenzstein                                                       | Deutschorden/Reichspflege Wörth, 17./18. Jahrhundert. | D-7-73-122-54 Wikidata | Grenzstein                        |
| Münchlohe (im Loh-Wald) (Standort)                                          | Grenzstein                                                       | Deutschorden/Reichspflege Wörth, um 1730. | D-7-73-122-55 Wikidata | Grenzstein                        |
| Oberholz (Standort)                                                         | Grenzstein                                                       | um 1723 | D-7-73-122-57          | Grenzstein                        |
| Oberholz (Standort)                                                         | Grenzstein                                                       | um 1723 | D-7-73-122-58          | Grenzstein                        |

### Neuweiler
| Lage                    | Objekt                         | Beschreibung                                    | Akten-Nr.              | Bild           |
| ----------------------- | ------------------------------ | ----------------------------------------------- | ---------------------- | -------------- |
| Neuweiler 12 (Standort) | Katholische Kapelle St. Marien | einheitlicher Neubau von 1895; mit Ausstattung. | D-7-73-122-23 Wikidata | weitere Bilder |

### Oberthürheim
| Lage                                     | Objekt                         | Beschreibung | Akten-Nr.              | Bild                 |
| ---------------------------------------- | ------------------------------ | --- | ---------------------- | -------------------- |
| Kirchplatz 3 (Standort)                  | Kath. Pfarrkirche St. Nikolaus | einschiffiger Bau mit Flachdecke und eingezogenem Chor und Stichkappentonne, 1683 oder 1694/95; mit Ausstattung; Friedhof; Friedhofsmauer. | D-7-73-122-25 Wikidata | weitere Bilder       |
| Lindenstraße 2 (Standort)                | Katholische Lindenkapelle      | erbaut 1756; mit Ausstattung. | D-7-73-122-26 Wikidata | weitere Bilder       |
| Ulrich-von-Thürheim-Straße 42 (Standort) | Ehemaliges Pfarrhaus           | zweigeschossiger Satteldachbau mit Flachrisaliten und stichbogigen Öffnungen, um 1860/70.                                                  | D-7-73-122-50 Wikidata | Ehemaliges Pfarrhaus |

### Pfaffenhofen an der Zusam
| Lage                              | Objekt                             | Beschreibung | Akten-Nr.              | Bild                             |
| --------------------------------- | ---------------------------------- | --- | ---------------------- | -------------------------------- |
| Am Dorfanger 29 (Standort)        | Gasthaus mit Brauerei              | urspr. nach Osten offene Dreiflügelanlage mit Satteldächern: Nordflügel: Gasthaus, stattlicher zweigeschossiger Satteldachbau mit Putzgliederung und seitlichem einachsigem Flachdachanbau, bez. 1803, um 1903 erneuert; mit historischer Ausstattung; südlich und westlich Wirtschaftsgebäude, langgestreckte Satteldachbauten in Winkelform, gleichzeitig. | D-7-73-122-27 Wikidata | weitere Bilder                   |
| St.-Martin-Straße 15 (Standort)   | Ehemaliges Pfarrhaus               | Zweigeschossiger Satteldachbau, 1782; mit Ausstattung. | D-7-73-122-28 Wikidata | weitere Bilder                   |
| St.-Martin-Straße 17 (Standort)   | Katholische Pfarrkirche St. Martin | einschiffiger Bau mit Korbbogentonne und eingezogenem Chor, 1722 von Joseph Schmuzer, Turm zweite Hälfte 14. Jahrhundert, um 1600 und 1739 von Joseph Meitinger erhöht; mit Ausstattung; in ummauertem Friedhof; Kriegergedächtniskapelle, oktogonaler Zentralbau von 1952/53; mit Ausstattung; südlich der Kirche.                                          | D-7-73-122-29 Wikidata | weitere Bilder                   |
| St.-Martin-Straße 22 (Standort)   | Ehemaliges Gasthaus                | Zweigeschossiger Satteldachbau, 1842; zugehöriger Stadel. | D-7-73-122-30 Wikidata | weitere Bilder                   |
| Sylvesterstraße 2 (Standort)      | Ehemaliger Sommerkeller            | tonnengewölbte Anlage, 17./18. Jahrhundert; an der Ecke Almweg/Sylvesterstraße. | D-7-73-122-60 Wikidata | Ehemaliger Sommerkeller          |
| Sylvesterstraße 15, 17 (Standort) | Ehemalige Vogtei, jetzt Wohnhaus   | zweigeschossiger Satteldachbau, im Kern um 1573 (dendrologisch datiert), ehemaliger Zehentstadel, stattlicher Massivbau mit Satteldach, wohl gleichzeitig. | D-7-73-122-31 Wikidata | Ehemalige Vogtei, jetzt Wohnhaus |

### Unterthürheim
| Lage                         | Objekt                                    | Beschreibung | Akten-Nr.              | Bild                                   |
| ---------------------------- | ----------------------------------------- | --- | ---------------------- | -------------------------------------- |
| Friedhofstraße 11 (Standort) | Friedhof                                  | rechteckig ummauert, ursprüngliche Anlage von 1848, 1913 und um 1950 jeweils nach Westen erweitert; Friedhofsmauer, östlicher Teil mit Ädikulaportal mit Totenkopfrelief im Giebelfeld, wohl 1848; Leichenhaus, eingeschossiger, verputzter Massivbau mit Zeltdach und Glockenaufsatz, 1913; Kapelle, verputzter Massivbau mit Satteldach, mit Figur des Christus in der Rast, 1913; Kriegergedächtniskapelle, verputzter Massivbau mit Satteldach, nach 1913; Kapelle, verputzter Massivbau mit Satteldach, Rückwand Mosaik von Leo Schmitt, um 1950. | D-7-73-122-62 Wikidata | weitere Bilder                         |
| Herrenberg 23 (Standort)     | Ehemaliges Benefiziatenhaus               | zweigeschossiger Satteldachbau mit Putzgliederung und Traufgesims, bezeichnet 1717. | D-7-73-122-32 Wikidata | Ehemaliges Benefiziatenhaus            |
| Herrenberg 24 (Standort)     | Ehemalige Vogtei                          | stattlicher, zweigeschossiger Zweiflügelbau mit Satteldach, im Kern 1727 (dendrologisch datiert), westliche Erweiterung mit Schweifgiebel 1770 (dendrologisch datiert). | D-7-73-122-33 Wikidata | Ehemalige Vogtei                       |
| Herrenberg 28 (Standort)     | Ehemaliges Gasthaus                       | zweigeschossiger Satteldachbau mit profiliertem Trauf- und Giebelgesims, 18. Jahrhundert. | D-7-73-122-34 Wikidata | weitere Bilder                         |
| Herrenberg 30 (Standort)     | Ehemaliges Bauernhaus                     | eingeschossiger Satteldachbau mit Zwerchhaus, Anfang 19. Jahrhundert. | D-7-73-122-35 Wikidata | Ehemaliges Bauernhaus                  |
| Herrenberg 40 (Standort)     | Bauernhof, ehemalige Tabakfabrik          | zweigeschossiger Satteldachbau, Volutengiebel durch Lisenen und Gesimse gegliedert, im Kern 18. Jahrhundert. | D-7-73-122-36 Wikidata | Bauernhof, ehemalige Tabakfabrik       |
| Kapellenweg 10 (Standort)    | Katholische Kapelle Maria Salzbeinbach    | Salinenkapelle mit Dreikonchenchor, 1889/90. | D-7-73-122-37 Wikidata | Katholische Kapelle Maria Salzbeinbach |
| Kirchstraße 13 (Standort)    | Katholische Pfarrkirche Mariä Himmelfahrt | Saalbau mit Flachdecke und eingezogenem Chor unter Kreuzrippengewölbe; Chor und Turmuntergeschoss 1. Hälfte 15. Jahrhundert, Turmerhöhung um 1690; Langhaus 1861; mit Ausstattung. | D-7-73-122-39 Wikidata | weitere Bilder                         |

### Vorderried
| Lage                           | Objekt                                        | Beschreibung                                                                                                | Akten-Nr.              | Bild                |
| ------------------------------ | --------------------------------------------- | --- | ---------------------- | ------------------- |
| Vorderried 14 (Standort)       | Katholische Filialkirche St. Johannes Baptist | schlichter Saalbau mit eingezogenem Chor, um 1680, Umgestaltung 1. Hälfte 18. Jahrhundert; mit Ausstattung. | D-7-73-122-43 Wikidata | weitere Bilder      |
| Wertinger Straße 77 (Standort) | Ehemaliges Gasthaus                           | zweigeschossiger Satteldachbau, im Kern Mitte 19. Jahrhundert, Schweifgiebel bezeichnet 1921.               | D-7-73-122-44 Wikidata | Ehemaliges Gasthaus |

### Wortelstetten
| Lage                           | Objekt                             | Beschreibung                                                             | Akten-Nr.     | Bild                               |
| ------------------------------ | ---------------------------------- | ------------------------------------------------------------------------ | ------------- | ---------------------------------- |
| St.-Georgs-Straße 6 (Standort) | Katholische Filialkirche St. Georg | Chor 2. Hälfte 17. Jahrhundert, Turm und Langhaus 1905; mit Ausstattung. | D-7-73-122-45 | Katholische Filialkirche St. Georg |

## Abgegangene Baudenkmäler
In diesem Abschnitt sind Objekte aufgeführt, die früher einmal in der Denkmalliste eingetragen waren, jetzt aber nicht mehr existieren, z. B. weil sie abgebrochen wurden. Aktennummern in diesem Abschnitt sind ehemalige, jetzt nicht mehr gültige Aktennummern.

| Lage                                                  | Objekt              | Beschreibung                                                                   | Akten-Nr.              | Bild                |
| ----------------------------------------------------- | ------------------- | ------------------------------------------------------------------------------ | ---------------------- | ------------------- |
| Oberthürheim Ulrich-von-Thürheim-Straße 36 (Standort) | Ehemaliges Gasthaus | zweigeschossiger Satteldachbau mit Giebelgesimsen, 1. Viertel 19. Jahrhundert. | D-7-73-122-24 Wikidata | Ehemaliges Gasthaus |